# Entedon longicorpus
Entedon longicorpus är en stekelart som först beskrevs av Muhammad Sharif Khan och Shafee 1983.  Entedon longicorpus ingår i släktet Entedon och familjen finglanssteklar. Inga underarter finns listade i Catalogue of Life.